# Colorín ColorRadio
Colorín ColorRadio va ser una emissora de ràdio de Caracol Radio i va ser la primera emissora dedicada al públic infantil.
No sols comptava amb cançons de tota mena de gènere que els agraden als nens, també s'escoltaven contes de Disney, biografies de música clàssica, etc.
Va ser creada l'11 de maig de 1992 durant la crisi energètica de Colòmbia per Adriana Giraldo i María Isabel Murillo i començava a les 6.00 AM. Tenia com a locutor Mario Ruiz, qui també feien les veus d'alguns personatges com El Perro Perroberto, El Oso Motoso, La Vaca Clarabella,  Pillo muñeco intergalactico, El Monstruo Fangoso, Rita la cotorrita, Los viejos Inocencio y Bonifacio, Juanpiés el Gusanito Ciempiés, entre d'altres. També hi participaren com a locutors: Tachi Neira, Martha Lucía Gómez, Dora Luz Moreno, Manuel Otálora, Andrés López Giraldo, Diana Marcela Tinjaca, Martha Lucía Gómez i Fredy González.
L'emissora comptava amb seccions com TOP 10, TOP 20 (els caps de setmana), Alo Colorín ColorRadio, Mis Canciones Preferidas, ABC Radio, Sal y Pimienta i La Rock-ola Colorín. Els oïdors també jugaven en l'emissora a Al caer en la nota, La gallina cacaraca, Adivina el Personaje, Corre que te pillo i De la habana viene un barco. Comptava una secció els dijous a la tarda sobre els clàssics del rock amb Manolo Bellon. L'emissora tancava amb una secció anomenada Dulces Sueños a les 10:00 PM.
Fou guardonada amb un dels Premis Ondas 1992.
L'11 de desembre de 2006, l'emissora va sortir de l'aire per que la seva freqüència va ser comprada per una comunitat protestant (Manantial de Vida Eterna). Significava que l'emissora s'escoltaria únicament per Internet fins a sortir definitivament en 2013 després de 21 anys.